# Средњовјековни новац у Босни и Херцеговини
Нумизматика је помоћна историјска дисциплина која се бави проучавањем настанка, развоја и употребе кованог новца кроз историју. Научно занимање за средњовјековни босански новац јавило се доста касно, тек средином 19. вијека, када их је по први пут систематичније објавио и описао новосадски професор Јанко Шафарик. Послије њега одређеним питањима босанске средњовјековне нумизматике успјешно су се бавили Шиме Љубић, Ћиро Трухелка, Милан Решетар, Иван Ренгјео и Михаило Динић.

## Почеци ковања новца
Историја ковања сопственог новца на територији Босне и Херцеговине почиње за вријеме Бановине Босне, а владавине бана Стефана II Котроманића, почетком 14. вијека. Међу историјским подацима о времену владавине бана Стефана, нису забиљежени они који говоре, о времену почетка ковања новца, као ни о мјестима у којима су се налазиле ковнице. Стефан II Котроманић је први владар који у Босни кује новац, и први који почиње експлоатацију руда и рудног блага у Бановини Босни. Он је Босну проширио на Соли, Усору на сјеверу и Хум на југу. Повећани интерес дубровачких трговаца за Босну почиње од времена владавине Стефана II Котроманића, од када руде и рудне прерађевине постају основни артикли извоза. Од тог времена дубровчани имају своје сталне колоније у појединим мјестима Босне, а често узимају у закуп поједина рудна окна. Када је трговина дубровчана у Босни постала жила куцавица господарства, они су морали плаћати царине на увезену и извезену робу. Током 1422. године производња сребра у рудницима Бановине Босне као и Србије није могла бити мања од 5.672 килограма, односно 5,67 тона, али је стварна количина морала бити далеко већа.

## Бановина Босна
Кованице бана Стефанаа II Котроманића се јављају у већем броју различитих врста, али су оне углавном рађене по моделу кованица које су коване у ковницама Дубровачке републике, Млетачке републике и Српског царства. Управо та сличност Стефановог новца, са новцем из сусједних земаља требало је да послужи да се што прије и што лакше новац тих земаља истисне из Бановине Босне, али и да нови новац сигурније и брже уђе у употребу. 

### БанСтефан II Котроманић
Најчешћи мотив заступљен на првим кованицама, је приказ бана на пријестољу са мачем, с једне стране и сликом Исуса на пријестољу са друге. Поред ковања новца са искључиво предзнаком Босне, бан Стефан је ковао и новац који је са једне стране имао предзнак једне, са друге стране предзнак друге државе, међу којима су били: босанско-дубровачке кованице, босанско-србијанске кованице, фалсификати дубровачког новца, дубровачко-србијанске кованице. Изглед новџа бана Стефана, лице: бан стоји окренут лицем, у десној руци држи мач, а у лијевој скиптар са крстом на врху. Около је натпис „STEFA-BAN”. Наличје: Христ са нимбом на пријестолу с наслоном, држи јеванђеље. Око њега је натпис „IC-IX” и сигле „P-M”. Маса 1,97 грама, пречник 19–21 mm.

### БанСтефан Твртко I Котроманић
Твртко је ковао новац још и за вријеме Бановине Босне. Позната су само два типа његовог банског новца, чије су калупе квалитетно радили златари у Дубровнику. У списима дубровачког Вијећа умољених, помиње се мајстор Радоје и израда 12 калупа за Твртков бански новац (одлука, од 18. марта 1365. године).

## Краљевина Босна
Као први босански краљ Твртко I Котроманић ковао је свој новац, који је био у употреби и у Војводству Светог Саве. Дуго није било доказа да је Стефан Твртко I по крунисању ковао неки новац. Касније је утврђено да је и као краљ Стефан Твртко I Котроманић ковао сребрни и златни новац. 

### КраљСтефан Твртко I Котроманић

#### Сребрни динар
Котор је у 1385. години био у власти краља Твртка и за то вријеме краљ Твртко је урадио сребрни динар, у ковници града Котора, са натписом: T : REX : BOS — NE : > : RASIE (Твртко Краљ Босне и Рашке).Поред тога искован је и новац са натписом „Santus Triphon“, а на лицу слово Т(вртко) по сриједи, а под њим круна над којом десно и лијево по три тачкице на трокут а около тога „Catarensis“. 

#### Златник
Твртков златник (у науци познат као четвороструки) један је од најљепших примјерака новца у средњем вијеку, четири пута тежи од тадашњег млетачког цекина (дуката). Пречник златника је 30 мм, дебљина 1 мм, маса 14.05 гр, финоћа злата 0.980. На аверсу у средини налази се пропет лав окренут надесно, око њега натпис „MONETA AUREA REGIS STEPHANI“ односно у преводу „Златни новац краља Стефана“. На реверсу у средини налази се нови грб Котроманића који се користи тек након Твртковог крунисања за краља, а изгледа овако: при дну нагнут надесно налази се штит, подијељен попречним хоризонталним линијама на два дијела. У сваком дијелу налазе се по три крина (љиљана), у доњем дијелу у једној линији, а у горњем дијелу у виду троугла. Над штитом је шљем са плаштом, који пада задњом страном шљема. Над шљемом је постављена круна од три крина, а изнад круне челенка. Око овога грба иде натпис „GLORIA TIBI DEUS SPES NOSTRA“ или у преводу „Слава теби Боже надо наша“.Михаило Динић је оповргао мишљење неких историчара (међу којима и Ивана Ренгјеа, који га је први објавио и описао) да је у питању златник босанског краља Стефана Томашевића, наводећи писани архивски податак (март 1393. године) који спомиње „ducatos domini regis Bosne magnos quatordecim“ (велики дукат краља Босне). После Твртка Првог, за вријеме војводе Сандаља Хранића Косаче и прве године владања војводе (касније херцега) Стефана Вукчића Косаче, краљеви Босне нису ковали свој новац, па се у том дугом периоду на подручју Великог војводства Косача одомаћио дубровачки новац.

### КраљСтефан Твртко II Котроманић
Након краља Твртка, први владар који је ковао новац је краљ Твртко II. Краљ Твртко II је ковао властити новац тек за вријеме друге владавине, 1436. године. Пошто су се за вријеме дугог периода у коме нису радиле ковнице у Босни, дубровачки новац одомаћио, краљ Твртко II је настојао да кованице буду што сличније дубровачким, па су они израђивани у идентичној новчаној стопи. Краљ Твртко II је ковао: грош, динар и полудинар, са новином да се на његовом новцу све чешће устаљује приказ грба Краљевине Босне.
Стефан Твртко II Котроманић пред крај своје владавине настојао да што више увећа краљеве приходе јер су му из године у годину били све потребнији поред осталог и због плаћања харача Турцима. Приходе је настојао да увећа и обновом ковнице новца у својој држави. Ковање домаћег новца није било у интересу Дубровника, због пвенствено због трговачких интереса. Зато и није чудно да су они приликом сваке нове припреме издавања Тврткова новца протестовали код краља и покушавали свим силама онемогућити његов оптицај.
Гдје се налазила ковница новца за вријеме владавине краља Твртка II није прецизно утврђено, али по свој прилици могла је бити смјештена на подручју централне Босне. У том дијелу краљевине су се налазили значајни рударски центри: Дусина, Остружница, Дежевица и Фојница. Они су били највећи опслужитељи ковнице сребреном рудом. Ковање и оптицај домаћег новца, изгледа да се није прекидао од самог почетка упркос силним протестима које су упућивали Дубровчани већ у току 1428. и наредних година. Након повратка у државу 1436. године, Твртка II је наставио да кује свој новац. У домаћој ковници новца ковао се грош као једна од новчаних врста. Осим њега, познате су још двије врсте Твртковог новца: динар и полудинар. Грош скован у ковници краља Твртка II спада међу највеће исковане новце. Пречник му износи од 2,5 до 2,7 центиметара. Просјечна маса новца по једном комаду износи 1,76 грама. Новац краља Твртка II Котроманића, представља типолошки извјесну новину у ковници Краљевине Босне. Напушта се стара пракса да се на новац с једне стране ставља лик владара, а са друге лик Исуса Христа. На сва три типа његовог новца на аверсу се налази краљевска титула и грб, а на реверсу лик св. Григорија Низијанског, заштитника Босне и крсне славе Котроманића.

### КраљСтефан Томаш Остојић Котроманић
Овакву традицију ковања новца наставио је и насљедник краља Твртка II, краљ Стефан Томаш. Краљ Стефан Томаш је такође ковао три врсте новца: грош, динар и полудинар, с тим што се на аверсу налазио грб Краљевине Босне, а на реверсу је био представљен Свети Григорије Назијански, који је сматран заштитником средњовјековне Босне.
Осим сопственог новца, ковао је новац и са другим владарима. Са деспотом Ђурађом Бранковићем, ковао је новац који је на једној страни имао круну и латински натпис, а на другој круну и ћирилични натпис. Тај новац је био познат као заједнички динар краља Стефана Томаша и деспота Ђурђа Бранковића, а кован је у Сребреници између 1446. и 1448. године. Заједничка емисија кованопг новца између краља Стефана Томаша и деспота Ђурђа, је настала као дио договора о заједничкој подјели прихода сребреничке царине.

### КраљСтефан Томашевић Котроманић
Насљедник Стефана Томаша, краљ Стефан Томашевић, ковао је новац као и његови претходници, са истим мотивима, грбом Краљевине Босне и приказом Светог Григорија, с том разликом што су његови новци били примјерци изузетне израде и умјетничке вриједности, по чему спадају у сам врх средњовјековних босанских новаца по питању умјетничке вриједности.
Као и у времену његових претходника на краљевском трону, није познато ни гдје се налазила ковница новца за вријеме владавине овог краља. Вјероватно је била уређена као у вријеме Твртка II и Стефана Томаша за чије владавине су ковани лијепи примјерци новца. Примјерци новца Стефана Томашевића истичу се лијепо стилизованим, подједнако великим и једнаким словима у кружним легендама. То су правилно цртана слова бујне готике, која се око половине XV вијека употребљавала на новцу Француске, Енглеске, Италије и Угарске. Могуће је да је Стефан Томашевић унајмио за своју ковницу мајсторе из иностранства, вјероватно из Италије.
Током своје владавине Стефан Томашевић је ковао двије врсте сребрног новца: динар и полудинар. У Нумизматичкој збирци Музеја Републике Српске налазе се примјерци сребрног динара. На аверсу се налази натпис „STEFAN — CRAGL“, а на средини се налази породични грб Котроманића састављен од стилизоване кринове круне постављене на велики шљем и челенком. Испод кациге се налази штит са круном на средини од три стилизована кринова цвијета. Десно у пољу налази се звијезда у облику петокраке, а лијево слово R. На реверсу се налази натпис „S. GREGORI PAPE“, као и ли заштитника краљевине Григорија Назијанског, који је приказан са бискупском митром на глави, са бискупском палицом у лијевој руци, док десном руком благосиља. Величина кованице је 18 мм, а маса око 1 г.

## Локална властела

### ВојводаИваниш Павловић
Поред краљевске династије, забиљежено је да је војвода Иваниш Павловић, био једини једини феудалац у српској краљевини Босни који је ковао свој новац. Ковао га је у ковници у Рудиштима. На лицу се налази титула и име, а на наличју име мјеста ковања и представа лава који корача наличју.